# Pobikry (gmina)
Pobikry – dawna gmina wiejska istniejąca w latach 1952–1954 w woj. białostockim (dzisiejsze woj. podlaskie). Siedzibą gminy były Pobikry.
Gmina została utworzona 1 lipca 1952 roku w woj. białostockim, w nowo powstałym powiecie siemiatyckim, z części gmin Ciechanowiec, Grodzisk i Brańsk. W dniu powołania gmina składała się z 13 gromad.
Gmina została zniesiona 29 września 1954 roku wraz z reformą wprowadzającą gromady w miejsce gmin. Jednostki nie przywrócono 1 stycznia 1973 roku po reaktywowaniu gmin.